# Margie Ball
Pour les articles homonymes, voir Ball et Bal (homonymie).
Johanna Margaretha Bal, dite Margie Ball, est une chanteuse néerlandaise d'indorock (en), née le 29 juin 1948 à Bandung (Indes orientales néerlandaises, aujourd'hui Indonésie), et morte le 12 octobre 1999 à Hollywood.
Elle a surtout connu un succès lors de sa participation au Festival de la chanson de Knokke en 1966.